# Vitnackad yuhina
Vitnackad yuhina (Yuhina bakeri) är en fågel i familjen glasögonfåglar inom ordningen tättingar.

## Utseende
Vitnackad yuhina är en 12–13,5 cm lång yuhina med relativt kraftig näbb och tydlig rostfärgad tofs. Den är vit i en fläck i nacken och på strupen. Örontäckarna är silverstreckade.

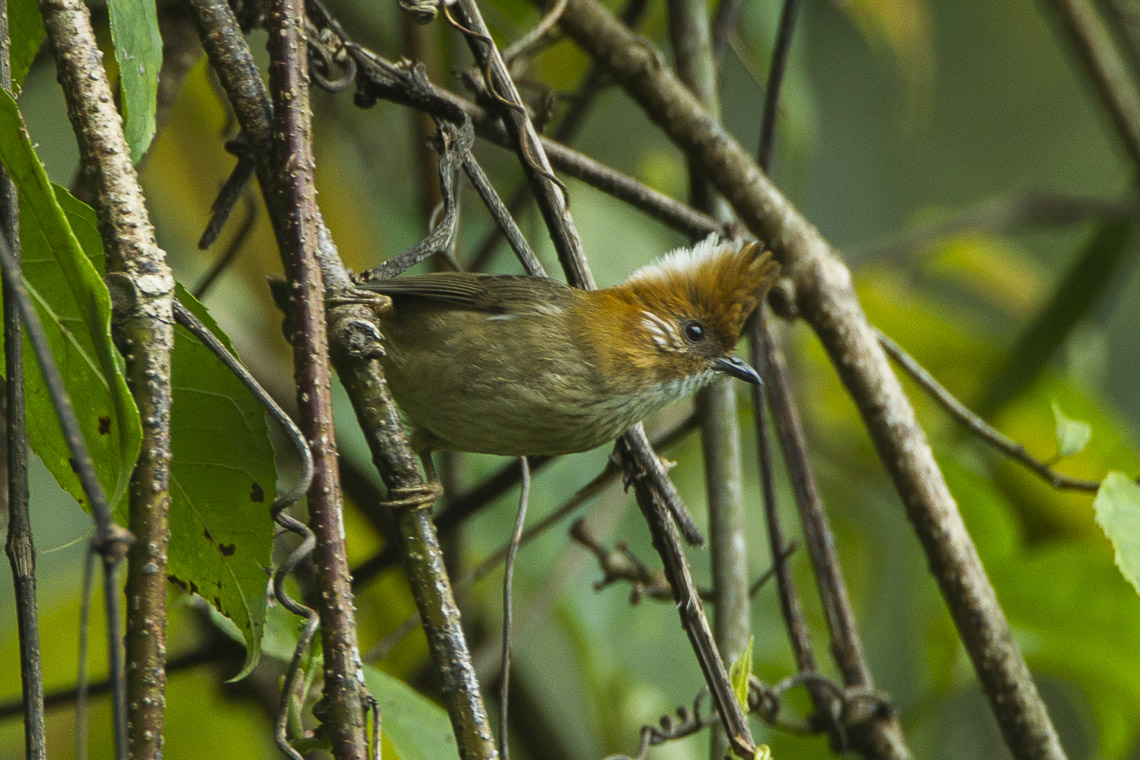

## Utbredning och systematik
Fågeln förekommer i bergstrakter i nordöstra Indien (Assam) österut till Myanmar och södra Kina (nordvästra Yunnan). Den behandlas som monotypisk, det vill säga att den inte delas in i några underarter.

## Status och hot
Arten har ett stort utbredningsområde och en stor population, men tros minska i antal, dock inte tillräckligt kraftigt för att den ska betraktas som hotad. Internationella naturvårdsunionen IUCN kategoriserar därför arten som livskraftig (LC).

## Namn
Fågelns vetenskapliga artnamn hedrar Edward Charles Stuart Baker (1864-1944), brittisk ornitolog, oolog och samlare av specimen.